# Rhopalizida viridana
Rhopalizida viridana is een keversoort uit de familie boktorren (Cerambycidae). De wetenschappelijke naam van de soort is voor het eerst geldig gepubliceerd in 1894 door Jordan.